# Cornelia Staudacher
Cornelia Staudacher (* 16. März 1943 in Berlin) ist eine deutsche Schriftstellerin und Journalistin.

## Leben
Cornelia Staudacher studierte Germanistik und Publizistik. Sie ist als Literaturkritikerin und Journalistin tätig und schreibt unter anderem für den Perlentaucher und für Die Zeit. Außerdem ist sie Autorin von Rundfunkfeatures. Sie engagiert sich im 1967 gegründeten Buchhändlerkeller in Berlin. Darüber hinaus hat sie Bücher veröffentlicht. Cornelia Staudacher lebt in Berlin und auf Mallorca.

## Werke
- Die unbestimmte Entfernung, Piper Verlag, 1990
- Ein Saum von unsagbarer Zärtlichkeit, Piper Verlag, 1987
- Spaziergänge durch das literarische Mallorca, Arche Verlag, 2001
- Albert Vigoleis Thelen, „Wanderer ohne Ziel“, Arche Verlag, 2003
- Vaterlose Töchter – Arche Verlag, 2006

## Auszeichnungen
- 2015: Stipendium des Berliner Senats